# Urophyllum micranthum
Urophyllum micranthum är en måreväxtart som beskrevs av Friedrich Anton Wilhelm Miquel. Urophyllum micranthum ingår i släktet Urophyllum och familjen måreväxter.
Artens utbredningsområde är Java. Inga underarter finns listade i Catalogue of Life.